# Dedukcjonizm
Dedukcjonizm – w nauce prąd myślowy odrzucający znaczenie indukcji logicznej, a podkreślający wagę dedukcji, czyli logicznego rozważania teorii naukowych oraz wypływających z nich wniosków dających się obserwować eksperymentalnie. Przeciwieństwem dedukcjonizmu jest indukcjonizm.
Robert Grosseteste traktował etap dedukcyjny jako „składanie” fragmentów celem zrekonstruowania pierwotnych zjawisk.